# フィナステリド
フィナステリド（finasteride）は、アメリカメルク社が開発した抗アンドロゲン薬。2型5-α還元酵素を阻害して、男性ホルモンテストステロンがDHT（ジヒドロテストステロン）に転換されるのを抑制する。高用量(5mg/day)で前立腺肥大症・前立腺癌に対して抑制的に作用する。Proscar等の商品名で海外で販売されているが、日本では前立腺の治療薬としては未承認。
低用量（0.2mgまたは1mg/day）で、男性型脱毛症(AGA)に対して脱毛抑制効果を認め、プロペシア（Propecia）の商品名で多くの国で発売されている。プロペシアの日本での特許は2015年に切れており、各社から後発品が発売されている。後発品の商品名にはフィナステリドが用いられる。

## 開発の経緯
1991年にフィナステリドの開発が始まり、初め1992年に米国で前立腺肥大の治療薬としてプロスカー（5mg錠）の商品名で認可された。しかし、その後1mg用量での研究によって、男性型脱毛症において毛髪の成長が明らかになり、1997年の12月22日、FDAは低用量のフィナステリドを男性型脱毛症の治療薬として認可した。2006年の現在では世界60か国以上で承認されている。日本では、1年間の臨床試験を終えて、2005年の10月に厚生労働省にAGA治療薬として承認され、2005年の12月に発売となった。なお、5-α還元酵素阻害剤としては、後により作用の強いデュタステリドが開発されている。デュタステリドは、フィナステリドの作用しない1型5-α還元酵素も阻害する上、2型5-α還元酵素もフィナステリドの3倍強く阻害するので、より強いDHT産生阻害効果を持つ。

## 用途

### 前立腺疾患
前立腺癌予防試験 (Prostate Cancer Prevention Trial, PCPT) では、前立腺癌患者に対しての5mg/day/bodyの投与で、プラセボ（偽薬）と比較して、25%前立腺癌の進行抑制効果が確認されている。ただし、フィナステリド投与下でも、前立腺癌の増大した症例については、プラセボ群の前立腺患者より癌の進行率が大きいことが見出されている。原因については明らかになっていない。研究者はそれらの患者の癌が特に強いものであるかについて、経過を観察している。低用量でもこのような効果があるのかは不明である。

#### 作用機序
DHTは前立腺の受容体と結びつき、成長を促して肥大や癌を招くが、このDHTの生成を阻害することで、前立腺の正常な体積を維持する。なお慢性前立腺炎には効果が薄く、デュタステリドが用いられることが多い。

### 男性型脱毛症
DHTによる脱毛作用を抑止するものであり、決して発毛に作用する薬ではないが、臨床試験では服用者の多くにある程度の発毛が認められる。日本では2005年12月に万有製薬（現:MSD）から発売された。保険適応ではなく自費治療である。海外では既に60か国以上で承認されている。男性型脱毛症の進行抑制としては、フィナステリドは、98%の人に3年間効果があった。髪が増えてくる人も多く、国内の臨床試験では半年で48%、1年で58%、2年では68%、3年で78%と髪が増える人が経時的に増えていった。また髪が増えるだけでなく、髪の質（長さ、太さ）なども改善することも分かっている。頭頂部（頭のてっぺん）だけでなく、髪の毛の生え際などの前髪にも効果がある点も、従来の育毛剤とは異なる。男性型脱毛症の治療を目的とする場合は、20代からの投薬が望ましい。0.2mgまたは1mg錠を1日1回服用する。なお、必要に応じて適宜増減できるが、1日1mgを上限とする。服用時間は自由である。食事によって効果が減退することはない。服用は成人の男性に限られる。女性、未成年は服用できない。女性に対して実施された臨床試験では、効果がないことが確認されている。アメリカ食品医薬品局 (FDA) が認めた男性型脱毛症（いわゆる、若ハゲ）に有効な薬は、このプロペシアとデュタステリド、ミノキシジル（商品名ロゲインなど）のみである。なお、男性型脱毛症以外の脱毛症（円形脱毛症など）には効果はない。

#### 作用機序
DHTは毛包にある主に頭頂部や前頭部、生え際に存在する受容体に作用し通常2年から6年あるヘアサイクルを半年から1年ほどに縮めてしまう。結果、毛包の縮小をさせて毛髪が細くなってしまったり通常一つの毛穴から2本から3本生えているはずの毛髪が1本になったりする。最終的には毛髪が喪失してしまう。フィナステリドはDHTの産生を抑制することでAGAへの効果が期待できる。尚、皮脂の抑制などに一定の効果を感じる患者も少なくないが皮脂の分泌による薄毛への影響は関係ないとされる。

#### AGAチェック
AGAチェックは血液や毛髪のDNA配列を解析することによってAGA（男性型脱毛症）のリスクとフィナステリドの効果を判定する検査であり、専門の医療機関で受けることができる。AGAの主な原因とされているDHTは毛乳頭細胞のX染色体上にあるレセプター（男性ホルモン受容体）に作用して症状を発現させるが、X染色体にはこのレセプターを覆い隠すような三次元構造を持つ特殊なDNA配列が存在する。「c,a,g」という三つの塩基が繰り返すことから「cagリピート」と呼ばれるこの構造は長さ（繰り返し回数）に個人差があり、生まれつきcagリピートの長さが異なる。cagリピートが長ければDHTが作用しにくくなるためAGAのリスクは低く、短ければリスクが高くなる。cagリピートの長さはフィナステリドの効果にも影響する。cagリピートが短ければDHTの作用を強く受けるため、DHTの生成を抑える薬剤であるフィナステリドの効果は高くなる。AGAチェックはこのcagリピートを測定するものであり、血液を採取するか、後頭部の毛髪を10本程度採取して検査する。cagリピートは年齢によって変化することがないため、この検査は1回だけ受ければいい。AGAチェックは女性が受けることもできる。

## 副作用
国内臨床試験時では、1mgのフィナステリドで胃部不快感、性欲減退など6%程度の副作用が認められたが、この副作用の発現頻度は、プラセボで起こった副作用の頻度と同程度だとの意見がある。特に重篤な副作用は報告されていないとされているが、万有製薬（現:MSD）はプロペシア錠を飲むことによって、頻度不明ながら、肝機能障害が起こり得ると重大な副作用を追加した（2007年9月）。
1%以上5%未満に性欲減退の副作用が発現するほか、1%未満に勃起機能不全、射精障害、精液量減少が発現する。そのほか、発現率不明の副作用として、睾丸痛、男性不妊症・精液の質低下（精子濃度減少、無精子症、精子運動性低下、精子形態異常等）、乳房圧痛、乳房肥大、抑うつ症状、眩暈、そう痒症、蕁麻疹、発疹、血管浮腫（口唇、舌、咽喉および顔面腫脹を含む）、AST（GOT）上昇、ALT（GPT）上昇、γ-GTP上昇が添付文書に記載されている。

## 禁忌
- 本剤の成分に対し過敏症の既往歴のある患者
- 妊婦または妊娠している可能性のある婦人および授乳中の婦人

また服用中は献血してはいけない。献血には、最低でも1ヶ月の休薬期間をとる必要がある。

## ドーピング
フィナステリドは、体内で男性ホルモンに影響し筋肉増強剤の使用を隠す効果があるため、世界アンチ・ドーピング機関などでドーピング剤として認定されていた。しかし、2009年1月1日、分析技術の進歩によりフィナステリドを使用しても禁止物質の使用を判別することが可能となったため、世界アンチ・ドーピング機関は禁止リストから除外した。過去に問題となった事例としては以下のようなものがある。
- 2007年3月13日、オーストラリア元代表のサッカーDF選手スタン・ラザリディスがドーピング検査で陽性反応を示したと所属サッカークラブパース・グローリーが発表し、彼が利用していた発毛薬で使われるフィナステリドが反応したとされた。
- アメリカ合衆国スケルトン男子のザック・ランドがフィナステリドが原因でトリノ五輪出場を逃した。
- 2007年8月10日にソフトバンク所属のリック・ガトームソン投手がドーピング検査でフィナステリドに対し陽性反応を示し20日間の出場停止処分が下された。